# Siempre estaré
Siempre estaré es el cuarto álbum del músico argentino David Lebón, lanzado 1983. 
Este disco se caracteriza por sus baladas y melodías pop rock, con temas exitosos como "No llores por mí, reina", "Quiero regalarte mi amor", y en menor medida "Despertándome sigo soñando" o "Dicha y luz".
No obstante hay incursiones más cercanas al rock, como "Bonzo" (dedicado al baterista de Led Zeppelin, John Bonham), o "El rock de los chicos malos", canción con sabor boogie y letra irónica acerca de los fanes, y la cultura del heavy metal.
La famosa canción navideña "White Christmas" cierra el disco, en versión castellana cantada a dúo por David con su hijo, David Lebón (h).
El álbum cuenta con las participaciones entre otros de Claudia Puyó, Osvaldo Fattoruso, Daniel Colombres y Beto Satragni. Este disco fue presentado a fin de año, en 1983, en unas inolvidables funciones en el Teatro Coliseo de Buenos Aires. 

## Lista de temas
- Autor David Lebón, salvo los indicados.

Lado A
1. Siempre estaré cerca
2. Quiero regalarte mi amor
3. Tu canción me hace daño
4. Miro el sol
5. Despertándome sigo soñando

lado B
1. Bonzo
2. Dicha y luz
3. El rock de los chicos malos (Lebón-Blanco)
4. No llores por mí, reina
5. Navidad blanca (White Christmas) (Irving Berlin)

## Músicos
- David Lebón - guitarra eléctrica, voz, guitarra acústica, bajo, armónica, mandolina
- Beto Satragni - bajo
- Daniel Colombres - batería
- Diego Rapoport - piano Rhodes, sintetizadores, bajo Moog
- Héctor Starc - guitarra
- Omar Mollo, Claudia Puyó, Mercedes Baker - coros
- Osvaldo Fattoruso - percusión, chekere
- David Lebón (h) - voz en "Navidad blanca (White Christmas)"